# Gustav Dreiseidler
Gustav Dreiseidler (* 9. Dezember 1916 in Braunseifen bei Römerstadt, Österreich-Ungarn; † unbekannt) war ein deutscher Berufsoffizier und zuletzt Generalmajor der Nationalen Volksarmee (NVA) der DDR.

## Leben
Der Sudetendeutsche Dreiseidler wurde während des Ersten Weltkriegs geboren, als Mähren noch zur Habsburgermonarchie gehörte. Er kam aus einfachen Verhältnissen; der Vater war Arbeiter in einer Textilfabrik. Dreiseidler besuchte die Schule bis zur achten Klasse; anschließend wurde er Arbeiter in einem metallverarbeitenden Betrieb. Von 1936 bis 1937 verdingte er sich als Landarbeiter. 1937 trat er als Soldat in die Tschechoslowakische Armee ein. Ab 1938 arbeitete er wieder als Metallarbeiter. Nach dem Anschluss des Sudetenlandes an das Deutsche Reich wurde Dreiseidler Soldat in der Wehrmacht und diente in der Artillerie, zuletzt als Oberwachtmeister. Bei Kriegsende 1945 geriet er in Sowjetische Kriegsgefangenschaft und wurde 1949 entlassen. Er gelangte in die Sowjetische Besatzungszone und wurde 1950 Mitglied in der SED. Im selben Jahr trat er der Volkspolizei bei (VP-Bereitschaft Eggesin). Anschließend ging Dreiseidler in die Sowjetunion und belegte dort von 1952 bis 1953 einen Sonderlehrgang. Es folgten diverse Verwendungen in Artillerie-Einheiten der Nationalen Volksarmee. 1963 besuchte er die Militärakademie der UdSSR. Von 1963 bis 1972 war Dreiseidler stellvertretender Chef der Raketentruppen der Nationalen Volksarmee, von 1972 bis zu seinem Ruhestand 1980 fand Dreiseidler bei der Raketentruppe Verwendung. 1974 erfolgte die Beförderung zum Generalmajor.

### Auszeichnungen
- Vaterländischer Verdienstorden in Gold
- Kampforden für Verdienste um Volk und Vaterland in Silber